# Medal Merentibus (Uniwersytet Jagielloński)
Medal „Merentibus” – medal przyznawany za szczególne zasługi dla Uniwersytetu Jagiellońskiego. Można go przyznać osobie fizycznej, organizacji lub instytucji zarówno z Polski, jak i z zagranicy. W wyjątkowych przypadkach można przyznać go pracownikowi UJ. Medal przyznaje na wniosek rektora senat Uniwersytetu Jagiellońskiego w drodze głosowania nad uchwałą. Odznaczony orderem Merentibus zostaje wpisany do Księgi Odznaczonych wraz z uzasadnieniem nadania odznaczenia. Dekoracji dokonuje sam rektor podczas uroczystości akademickiej. Wraz z wręczeniem medalu, osoba wyróżniona otrzymuje dyplom oraz na głos odczytuje się wpis z Księgi Odznaczonych.

## Odznaczeni
Lista odznaczonych medalem od roku 2001:
- 2001:
  - Stanisław Waltoś
  - Jean Castel
- 2002: Krystyna Dyrek
- 2003:
  - Tadeusz Popiela
  - Alfred Schauer
  - Ryszard Gryglewski
- 2004:
  - Gunnar Boehner
  - Antoni Dziatkowiak
  - Kolegiata Akademicka Św. Anny
  - Fundacja im. Aleksandra von Humboldta
- 2006:
  - Claudine Kieda
  - Stanisław Grodziski
- 2007:
  - Piotr Sztompka
  - Miasto Kraków
  - Hartmud Macher
  - Andrzej Tarczyński
- 2008:
  - The Catholic University of America
  - Uniwersytet w Orleanie
  - Uniwersytet Wiedeński
- 2009:
  - Franciszek Ziejka
  - Uniwersytet Ruprechta Karola w Heidelbergu
  - Uniwersytet w Bochum
- 2011: Michael Marberger
- 2012:
  - Benjamin Michael Chain
  - Cheong Byung-kwon
- 2013:
  - Uniwersytet w Jenie
- 2014:
  - Ralph F. Józefowicz
- 2018:
  - Wacław Uruszczak
- 2019:
  - Mario Suwalsky